# Popova Čuka
Popova Čuka (makedonska: Попова Чука) är en bergstopp i Nordmakedonien. Den ligger i den nordöstra delen av landet, 90 kilometer öster om huvudstaden Skopje. Toppen på Popova Čuka är 697 meter över havet, eller 22 meter över den omgivande terrängen. Bredden vid basen är 0,09 km.
Terrängen runt Popova Čuka är huvudsakligen kuperad, men åt sydväst är den platt. Terrängen runt Popova Čuka sluttar söderut.Närmaste större samhälle är Kočani, 5,6 kilometer väster om Popova Čuka. 
Trakten runt Popova Čuka består till största delen av jordbruksmark. Runt Popova Čuka är det glesbefolkat, med 20 invånare per kvadratkilometer.